# (36607) 2000 QS143
2000 QS143 (asteroide 36607) é um asteroide da cintura principal. Possui uma excentricidade de 0.07175940 e uma inclinação de 6.79067º.
Este asteroide foi descoberto no dia 31 de agosto de 2000 por LINEAR em Socorro.